# Svenska kvinnors centralförbund för fysisk kultur
Svenska kvinnors centralförbund för fysisk kultur (SKCFK) var ett fristående idrottsförbund grundad 1924 för och styrt av kvinnor. Förbundet upplöstes under 1930-talet efter att det inträdde i Riksidrottsförbundet.

## Historik
Förbundet bildades 1924 i Stockholm under Kvinnornas idrottsriksdag.
Fysisk styrka och hälsa betraktades inom förbundet som del av en allmän kvinnoemancipation. I styrelsen satt flera av tidens kända kvinnor; läkare som Ada Nilsson och Andrea Andreen, gymnastikreformatören Elin Falk och historikern Lydia Wahlström. Förbundet propagerade för kvinnors tillgång till badhus och idrottsplatser, ordnade kurser i idrott och idrottsledarskap samt arrangerade vandringar och friluftssemestrar, bland annat för industriarbeterskor. 
Flera av de centrala aktörerna hade varit aktiva i rösträttsrörelsen och hade också andra engagemang i kvinnorörelsen. Rösträtten 1921 och tillträdet till offentliga ämbeten 1925 skulle nu, tänkte de sig, följas av kvinnors demokratiska intåg på alla samhällsområden. Till och med idrotten, så förknippad med militärisk manlighet, skulle erövras. 
Förbundet betraktades, förmodligen delvis på grund av dessa kvinnopolitiska syften, med misstänksamhet från den organiserade idrottsrörelsen och hade svårt få del av den statliga finansieringen som tillkom idrotten. Förbundet drogs med bristande ekonomi och den 24 april 1927 ansökte SKCFK (samtidigt med Sveriges kvinnliga idrottsförbund (SKI) om inträde i Riksidrottsförbundet (RF) som särskild sektion. Därefter tynade verksamheten bort. Detta innebar ett avgörande val för organiseringen av svensk damidrott som en integrerad del av idrottsrörelsen istället för i ett separat kvinnoförbund.
Riksidrottsförbundet beslutade att tillåta kvinnlig friidrott men tillsatte en kommitté för damidrott underställd Svenska idrottsförbundet med Lilie som ordförande, ytterligare 2 män och 1 representant från SKI (Elsa Haglund) och 1 representant från SKCFK (Andrea Andréen-Svedberg).
Svenska kvinnors centralförbund för fysisk kultur upplöstes i mitten på 1930-talet då det inträdde i Riksidrottsförbundet.